# ودافون آتوموتیو
ودافون آتوموتیو (انگلیسی: Vodafone Automotive) شرکت خودروسازی ایتالیایی است، که در سال ۱۹۷۵ تأسیس شد.